# لوئویانگ
لوئویانگ (به چینی: 洛陽 به انگلیسی: Luoyang) یکی از شهرهای کشور جمهوری خلق چین است. جمعیت آن در سال ۲۰۰۸ میلادی برابر ۱،۳۸۵٬۶۸۷ نفر تخمین زده شده‌است. جمعیت آن با حومه بیش از شش میلیون و سیصد هزار نفر است.
لوئویانگ در استان هنان در جنوب شرقی چین است.

## تاریخچه
منطقه بزرگ لوئویانگ از اواخر دوره نوسنگی سرزمینی مقدس بوده‌است. این منطقه در برخوردگاه رودخانه لو و رودخانه یی به عنوان مرکز جغرافیایی چین در نظر گرفته می‌شد. به دلیل این جنبه مقدس، چندین شهر - که به‌طور کلی به آنها «لوویانگ» گفته می‌شود - در این منطقه ساخته شده‌اند.
دودمان شیا:
در سال ۲۰۷۰ قبل از میلاد، پادشاه دودمان شیا، تای کانگ، پایتخت شیا را به برخوردگاه رودهای لو و یی منتقل کرد و نام این شهر را ژنوکسون گذاشت.
دودمان شانگ:
در سال ۱۶۰۰ پیش از میلاد، تانگ از دودمان شانگ، جیه واپسین پادشاه دودمان شیا را شکست داد و بوی باختری را ساخت، پایتختی جدید در کرانه رودخانه لو. ویرانه‌های این شهر در استان لوویانگ واقع شده‌است.
دودمان ژو:
در ۱۰۳۶ پیش از میلاد یک شهرک به نام چنگژو (成 周) توسط دوک ژو برای بازماندگان دستگیر شده اشراف دودمان شانگ ساخته شد. دوک همچنین نه دیگ سه‌پایه را از پایتخت دودمان ژو در هاوجینگ به چنگژو منتقل کرد. دومین پایتخت ژو غربی، وانگچنگ در ۱۵ کیلومتری غرب چنگژو ساخته شد. وانگچنگ در سال ۷۷۱ پیش از میلاد پایتخت دودمان خاوری ژو شد. پایتخت خاندان شرقی ژو در سال ۵۱۰ پیش از میلاد به چنگژو منتقل شد. پس از سالها، پایتخت سلسله هان شرقی، لوئویانگ، بر فراز چنگژو ساخته شد. لوئویانگ مدرن بر روی ویرانه‌های وانگچنگ ساخته شده‌است که امروزه نیز در پارک وانگچنگ قابل مشاهده است.
دودمان چین:
لو بووی، نخست وزیرِ نخستین شاهِ دودمان چین یعنی چین شی هوانگ، لوئویانگ را به عنوان یک نشان بزرگ به هدیه گرفت. لو برنامه‌هایی را برای توسعه و زیباسازی لوئویانگ آغاز کرد.
دودمان هان:
گفته می‌شود که لیو بانگ بنیادگذار پادشاهی هان از لوئویانگ دیدن کرد و در نظر داشت این شهر را پایتخت خود قرار دهد اما توسط وزیران خود متقاعد شد که نظر خود را به ژیان معطوف کند.
در ۲۷ نوامبر سال ۲۵ میلادی لوئویانگ توسط امپراتور گوانگ وو به عنوان پایتخت دودمان هان شرقی اعلام شد.
دیوارهای شهر، مستطیلی با درازای ۴ کیلومتری جنوب به شمال و پهنای ۲٫۵ کیلومتری باختر به خاور تشکیل می‌داد که رودخانه گو، (شاخه ای از رودخانه لو) در بیرون از دیوارهای شمال شرقی قرار می‌گرفت. کاخ جنوبی مستطیل شکل و کاخ شمالی ۳ کیلومتر از هم فاصله داشتند و و با یک راه پوشیده شده به هم پیوند داده می‌شدند.

## پرستشگاه، دانشگاه، رصدخانه
در سال ۲۶، مهراب خدایان خاک و دانه‌ها، مهراب بهشت و پرستشگاه بنیادگذار برجسته؛ «امپراتور گائو از هان سابق» افتتاح شد.
دانشگاه سلطنتی در سال ۲۹ ترمیم شد. در ۴۸، کانال یانگ پایتخت را به رود لو پیوند داد. در سال ۵۶، رصدخانه اصلی شاهنشاهی ساخته شد.

## شاهزاده اشکانی مبلغ آیین بودایی
برای چندین سده، لوئویانگ نقطه کانونی چین بود. در سال ۶۸ میلادی، پرستشگاه اسب سفید، نخستین پرستشگاه بودایی در چین، در لوویانگ پایه گذارده شد. این پرستشگاه هنوز وجود دارد، گرچه معماری ای که امروز می‌بینیم، عمدتاً بجا مانده از سده شانزدهم است. شاهزاده اشکانی آن شیء گائو یکی از نخستین راهب‌هایی بود که بودیسم را در لویانگ گستراند.

## جاده ابریشم
سفیرْ بانچائو جاده ابریشم را در دودمان هان خاوری بازسازی نمود و این کار لوئویانگ را آغازگاه جاده ابریشم کرد.

## نخستین سفیر
در سال ۱۶۶، نخستین مأمور رومیان، فرستاده شده توسط مارکوس آئورلیوس پس از رسیدن از طریق دریا به فرمانداری رنان (که امروزه در ویتنام مرکزی است) به لوویانگ رسید.

## شورش و هرج و مرج
در اواخر سده ۲ چین به آنارشی نزول یافت:
 این نزول با شورش دستار زرد شتاب گرفت، که اگرچه در سال ۱۸۴ پس از سرکوب توسط نیروهای شاهنشاهی، شکست خورد، اما دولت را تضعیف کرد تا جایی که زنجیره ای از شورشهای ادامه‌دار به جنگ داخلی انجامید که اوج آن، آتش زدن پایتختِ هان، لوئویانگ در ۲۴ سپتامبر ۱۸۹ بود. این رخدادها ناآرامی و جنگ پیوسته در چین را به دنبال داشت تا اینکه در دهه ۲۲۰ ثبات بازگشت، اما با پایه‌گذاری سه پادشاهی جدا از یک امپراتوری یگانه.

## نگارخانه

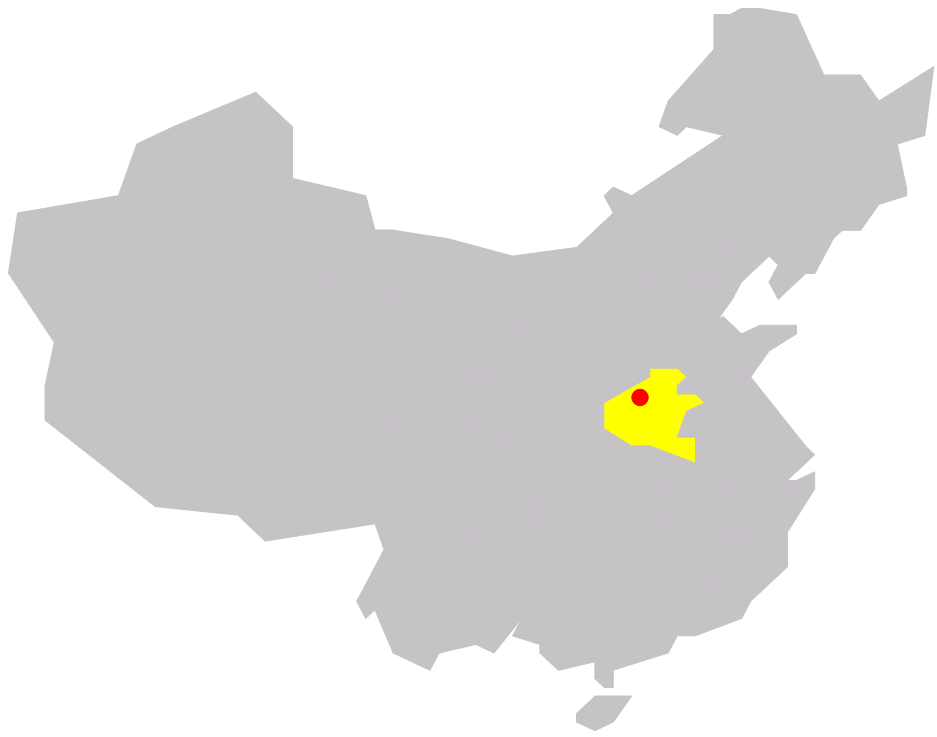
لوئویانگ در چین
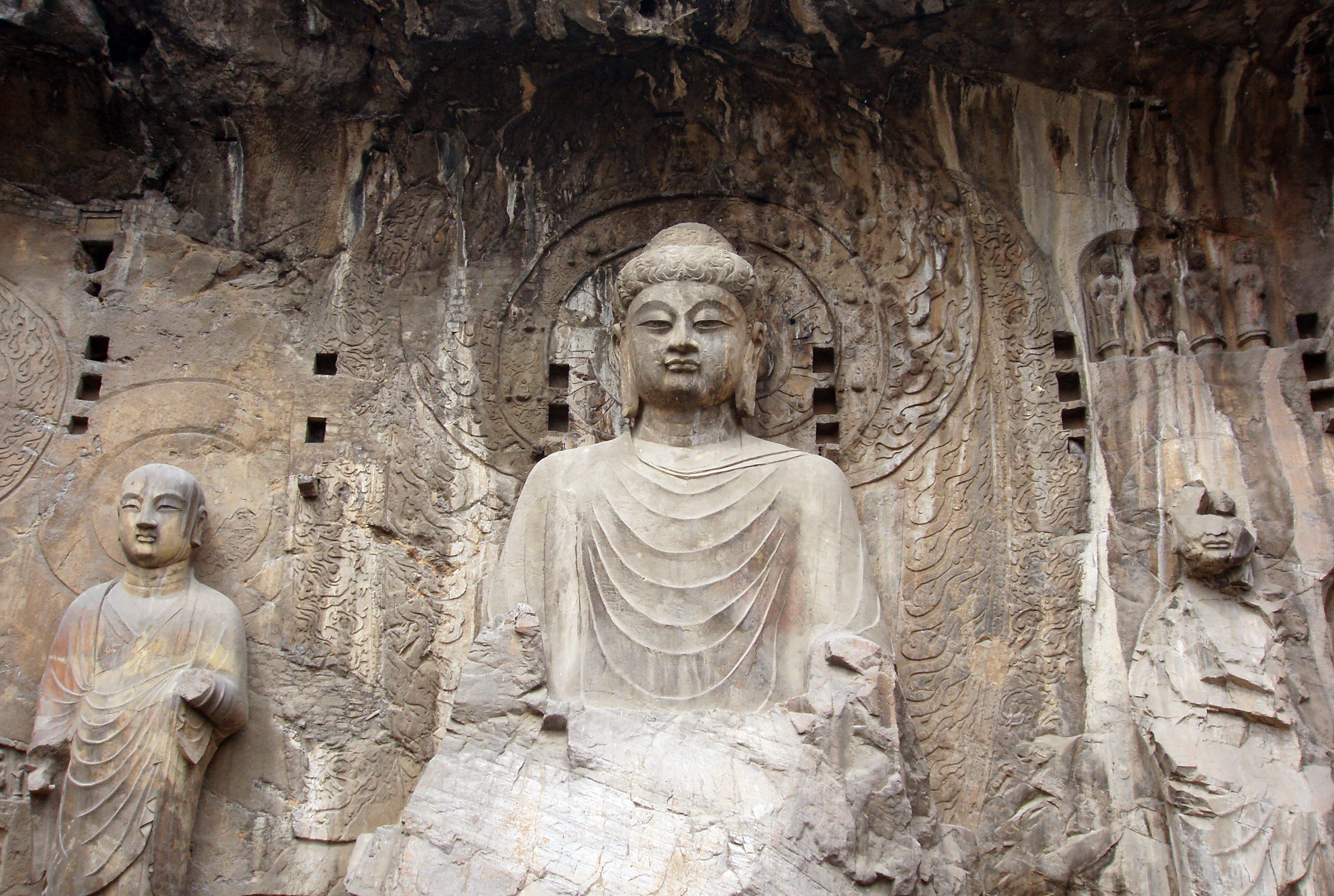
مجسمه‌های بودا در لوئویانگ